# 明治ナイスデイ
株式会社明治ナイスデイ（英字：Meiji Niceday Co.Ltd）は、東京都江東区に本社を置く企業。明治のグループ企業である。
出産準備＆ベビー用品、明治栄養食品等の通販、並びに同社関連会社向けの保険、リース事業等を展開する。

## 沿革
- 1966年（昭和41年）1月26日 - 明治乳業の損害保険部門として、明治乳業関連会社及びその社員向けの保険代理店、並びに募集業務を株式会社岳商会（だけしょうかい）として創業。
- 1983年（昭和58年）- 生命保険、がん保険等取扱商品を拡大。商号を株式会社明治アイ・アンド・エフに変更。併せて貸金業取扱の許認可を取得し、明治乳業関連会社へのファイナンス事業、さらには同社向けの情報機器、牛乳・飲料等の自動販売機のリース事業を開始。
- 1985年（昭和60年）- 株式会社ナイスデイを設立。明治乳業の粉ミルク部門と強く連携し、育児用通信販売事業の委託を受け、出産準備＆ベビー用品の通販カタログ「ナイスデイ」を刊行、併せて事務機器、販促物品、印刷物等の斡旋・仲介などの商事部門、受託業務部門を拡大。
- 2004年（平成16年）1月1日 - 明治アイ・アンド・エフを存続会社として、ナイスデイを合併。株式会社ナイスデイに社名変更。
- 2015年（平成27年）4月1日 - 株式会社明治ナイスデイに社名変更。